# David Phelps
Ne doit pas être confondu avec David Phelps (baseball).
Pour les articles homonymes, voir Phelps.
David Dwain Phelps, né le 26 octobre 1947 à Eldorado (Illinois), est un homme politique américain, membre du Parti démocrate et représentant du dix-neuvième district de l'Illinois à la Chambre des représentants des États-Unis de 1999 à 2003.
Il est auparavant élu à la Chambre des représentants de l'État entre 1984 et 1998. Membre de la Blue Dog Coalition, Phelps est un démocrate conservateur au Congrès, en témoignent ses positions pro-life, pro-arme à feu et anti-mariage gay.
Candidat à sa réélection en 2002, il est battu par le républicain John Shimkus.